# Суходольська Таміра Казимирівна
Таміра Казимирівна Суходольська (1898 - 1936) — російська і радянська тенісистка, чемпіонка СРСР в одиночному розряді (1924) і змішаному парному розряді (1928) .

## Біографія
Таміра Суходольська починала грати в теніс в «Павловсько-Тярлевському гуртку любителів спорту», який розташовувався в Павловську поблизу Санкт-Петербурга  .
У першому чемпіонаті СРСР з тенісу, який відбувся в 1924 році, Таміра Суходольська дійшла до фіналу змагань в одиночному розряді, де у вирішальному матчі перемогла Софію Мальцеву. Таким чином, вона стала першою чемпіонкою СРСР з тенісу  . У 1923-1926 роках вона також була триразовою абсолютною чемпіонкою Петрограда / Ленінграда  .
У 1924 році Таміра Суходольська стала однією з перших радянських тенісисток, які взяли участь в міжнародних тенісних турнірах. Вона перемогла на турнірах в Ревелі (в одиночному і парному розрядах) і Ризі (в одиночному і змішаному парному розрядах) .
Влітку 1928 року Таміра Суходольська брала участь в тенісних змаганнях Всесоюзної спартакіади, які потім увійшли в статистику як четвертого чемпіонату СРСР з тенісу. Виступаючи в парі з Євгеном Кудрявцевим, вони завоювали звання чемпіонів в змішаному парному розряді  .
Двічі (у 1927 і 1928 роках) Таміра Суходольська входила в список найсильніших тенісисток СРСР, в 1927 році була третьою, а в 1928 році - четвертої .
Її чоловіком був тенісист Бруно Шпігель (1897-1940), переможець чемпіонату СРСР 1924 року в чоловічому парному розряді .

## Виступи на турнірах

### Фінали чемпіонату СРСР

#### Одиночний розряд: 2 фіналу (1 перемога - 1 поразка)
| Результат | №  | Рік  | Турнір         | Суперниця          | Рахунок  |
| Перемога  | 1. | 1924 | Чемпіонат СРСР | Софія Мальцева     | 6-3, 6-4 |
| Поразка   | 1. | 1925 | Чемпіонат СРСР | Олена Александрова | 3-6, 2-6 |

#### Парний розряд: 2 фіналу (2 поразки)
| Результат | №  | Рік  | Турнір         | Партнерка        | Суперниці                         | Рахунок  |
| Поразка   | 1. | 1927 | Чемпіонат СРСР | Зінаїда Клочкова | Олена Александрова Ніна Теплякова | 4-6, 6-8 |
| Поразка   | 2. | 1928 | Чемпіонат СРСР | Зінаїда Клочкова | Ольга Федорівська Валентина Шлупп | 4-6, 3-6 |

#### Змішаний парний розряд: 1 фінал (1 перемога)
| Результат | №  | Рік  | Турнір         | Партнер         | Суперники                      | Рахунок  |
| Перемога  | 1. | 1928 | Чемпіонат СРСР | Євген Кудрявцев | Тамара Махмуд-Бек А. Дементьєв | 6-0, 6-1 |